# 大桑駅 (長野県)
大桑駅（おおくわえき）は、長野県木曽郡大桑村大字長野にある、東海旅客鉄道（JR東海）中央本線の駅である。

## 歴史
- 1951年（昭和26年）9月1日：国鉄中央本線の須原 - 野尻間に新設開業[1][3]。旅客営業および荷物扱いのみ[2]。
- 1966年（昭和41年）9月26日：行き違い設備設置『長鉄局二十年史』日本国有鉄道長野鉄道管理局、1971年3月30日、114頁。。
- 1984年（昭和59年）2月1日：荷物扱い廃止[2]。
- 1985年（昭和60年）3月22日：駅員無配置となり[4]、簡易委託駅となる[5]。
- 1987年（昭和62年）4月1日：国鉄分割民営化により、東海旅客鉄道の駅となる[6]。
- 2024年（令和6年）10月1日：シルバー人材センターによる乗車券委託販売（簡易委託）の受託を解除し、終日無人化[7][8]。

## 駅構造
相対式ホーム2面2線を持つ列車交換可能な地上駅である。
木曽福島駅管理の無人駅である。開業時からの駅舎と跨線橋を有する。

### のりば
| 番線 | 路線        | 方向 | 行先               |
| ---- | ----------- | ---- | ------------------ |
| 1    | CF 中央本線 | 上り | 中津川・名古屋方面 |
| 2    | CF 中央本線 | 下り | 木曽福島・長野方面 |

## 利用状況
「長野県統計書」によると、1日平均の乗車人員は以下の通りである。
- 2007年度 - 132人[1]
- 2007年度 - 119人[1]
- 2010年度 - 125人[9]
- 2011年度 - 120人[11]
- 2012年度 - 118人[12]
- 2013年度 - 121人[13]
- 2014年度 - 114人[14]
- 2015年度 - 112人[15]
- 2016年度 - 71人[16]
- 2017年度 - 66人[17]
- 2018年度 - 59人[18]

## 駅周辺
村名を冠した駅名の通り村役場等、公共施設がそろっているが、宿場町ではないため両隣の駅と比べると閑散としている。
- 大桑郵便局
- 大桑村役場[1]
- のぞきど高原
- 柿其渓谷
- 木曽川
- 国道19号

## 隣の駅
東海旅客鉄道（JR東海）
CF 中央本線
須原駅 - 大桑駅 - 野尻駅